# Eutretopsis albipunctata
Eutretopsis albipunctata är en tvåvingeart som beskrevs av Allen L.Norrbom och Prado 2006. Eutretopsis albipunctata ingår i släktet Eutretopsis och familjen borrflugor. Inga underarter finns listade i Catalogue of Life.